# ジャズ・クーリアーズ
ジャズ・クーリアーズ（The Jazz Couriers）は、1957年4月に結成され、1959年8月に解散したイギリスのジャズ・クインテット。
このクインテットの最初のラインナップは、テナー・サクソフォーンのタビー・ヘイズとロニー・スコット、ピアノのテリー・シャノン、ベースのマルコム・セシル、ドラムのビル・エイデンで構成され、ソーホーのウォーダー・ストリートに新しくできたフラミンゴ・クラブのオープニング・ナイトでデビューした。彼らは、ジョー・ハリオットをフィーチャーしたトニー・キンゼイのクインテットと共演した。ジャズ・クーリアーズは、1958年2月にデイヴ・ブルーベック・カルテットが初めてイギリスをツアーしたとき、全米ジャズ連盟によってオープニング・セットを演奏するよう選ばれた。
最初のレコーディングでは、ベースがセシルからフィル・ベイツへと交代し、トランペットのジミー・デューカーが加わった2曲も収録された。
1958年8月までにベイツがジェフ・クラインに交代し、ジェフ・クラインはスパイク・ヒートリーへと交代した。バンドは1959年8月に解散したが、その少し前、スコットはジェラード・ストリートの角に自身のクラブ「ロニー・スコッツ」をオープンしていた。
彼らは4枚のアルバムを録音し、BBCのラジオやテレビ放送にも出演した。

## ディスコグラフィ

### アルバム
- 『THE JAZZ COURIERS』 - The Jazz Couriers (1957年)
- 『IN CONCERT』 - In Concert (1958年)
- 『THE LAST WORD』 - The Last Word (1958年) ※アメリカ盤は『The Message From Britain』
- The Couriers of Jazz (1959年)
- Tippin' - The Jazz Couriers Live In Morecambe 1959 (2012年)